# Ніколас Голт
Ніколас Голт (англ. Nicholas Hoult; нар. 7 грудня 1989, Вокінгем, Англія) — британський актор. Номінант на премію БАФТА 2010 року, лауреат премій Супутник (2019), Teen Choice Awards (2013) та інших.

## Життєпис
Народився 7 грудня 1989 року в місті Вокінгем (Wokingham) (графство Беркшир), Англія, в сім'ї вчительки піаніно Ґленіс і пілота Роджера Голта. Навчався в Ranelagh Church of England School в Брекнелл, Беркшир, але в 12 років залишив школу, щоб зосередитися на акторській кар'єрі. Також Ніколас навчався в театральній школі Sylvia Young Theatre School у Лондоні.

## Кар'єра
Його перший професійний дебют як актора відбувся у 1996 році у фільмі «Інтимні стосунки». Надалі він брав участь у телевізійних проєктах — до фільму «Мій хлопчик» 2002 року. Там Ніколас зіграв 12-річного хлопчика Маркуса в парі з Г'ю Ґрантом. Картина мала великий успіх, а за роль у ній Голт був номінований на кілька престижних нагород.
Актор і далі з'являвся на телебаченні й в повнометражних картинах, серед яких були «Синоптик» із Ніколасом Кейджем і британська гучна драма «Kidulthood». У 2007 році Ніколас отримав свою найвідомішу роль — Тоні Стонема в популярному британському серіалі «Скінс».
2009 рік став для Голта дуже насиченим: він знявся у фільмі Тома Форда «Самотній чоловік», грав у театральній постановці «New Boy». У 2010 році також зіграв невелику роль у фільмі «Битва Титанів». У 2011 році знявся у фантастичному бойовику «Люди Ікс: Перший клас».
У 2013 році на екрани вийшли фільми «Джек — вбивця велетнів», де Ніколас зіграв головну роль, а також мелодрама «Тепло наших тіл».

## Нагороди
- У 2010 році був номінований на BAFTA Awards в номінації зірка-початківець, але програв американській актрисі Крістен Стюарт.

## Фільмографія

### Кінофільми
| Рік  |    | Українська назва                   | Оригінальна назва              | Роль                           |
| ---- | -- | ---------------------------------- | ------------------------------ | ------------------------------ |
| 1996 | ф  | Інтимні відносини                  | Intimate Relations             | Боббі                          |
| 2002 | ф  | Мій хлопчик                        | About a Boy                    | Маркус                         |
| 2005 | ф  | Вау-вау                            | Wah-Wah                        | Ральф Комптон                  |
| 2005 | ф  | Синоптик                           | The Weather Man                | Майк                           |
| 2006 | ф  | Шпана                              | Kidulthood                     | Блейк                          |
| 2009 | ф  | Самотній чоловік                   | A Single Man                   | Кенні Поттер                   |
| 2010 | ф  | Битва Титанів                      | Clash of the Titans            | Євсевій                        |
| 2011 | ф  | Люди Ікс: Перший клас              | X-Men: First Class             | Генк МакКой / Звір             |
| 2013 | ф  | Тепло наших тіл                    | Warm Bodies                    | Р                              |
| 2013 | ф  | Джек — убивця велетнів             | Jack the Giant Slayer          | Джек                           |
| 2014 | ф  | Молодняк                           | Young Ones                     | Флем Важіль                    |
| 2014 | ф  | Люди Ікс: Дні минулого майбутнього | X-Men: Days of Future Past     | Генк МакКой / Звір             |
| 2015 | ф  | Темні місця                        | Dark Places                    | Лайл Вірт                      |
| 2015 | ф  | Шалений Макс: Дорога гніву         | Mad Max: Fury Road             | Накс                           |
| 2015 | ф  | Вбий своїх друзів                  | Kill Your Friends              | Stelfox                        |
| 2015 | ф  | Рівні                              | Equals                         | Сайлас                         |
| 2015 | ф  | Зіткнутися                         | Collide                        | Кейсі Штайн                    |
| 2016 | ф  | Люди Ікс: Апокаліпсис              | X-Men: Apocalypse              | Генк МакКой / Звір             |
| 2017 | ф  | Пісочний замок                     | Sand Castle                    | Метт Окр                       |
| 2017 | ф  | Бунтар у житі                      | Rebel in the Rye               | Дж. Д. Селінджер               |
| 2017 | ф  | Новизна                            | Newness                        | Мартін                         |
| 2017 | ф  | Війна струмів                      | The Current War                | Нікола Тесла                   |
| 2018 | ф  | Дедпул 2                           | Deadpool 2                     | Генк МакКой / Звір             |
| 2018 | ф  | Фаворитка                          | The Favourite                  | Роберт Гарлі, 1-й граф Оксфорд |
| 2019 | ф  | Толкін                             | Tolkien                        | Джон Роналд Руел Толкін        |
| 2019 | ф  | Люди Ікс: Темний Фенікс            | X-Men: Dark Phoenix            | Генк МакКой / Звір             |
| 2019 | ф  | Правдива історія банди Келлі       | True History of the Kelly Gang | констебль Фіцпатрік            |
| 2020 | ф  | Банкір                             | The Banker                     | Метт Штайнер                   |
| 2021 | ф  | Ті, хто бажають моєї смерті        | Those Who Wish Me Dead         | Патрік Блеквелл                |
| 2022 | ф  | Меню                               | The Menu                       | Тайлер                         |
| 2023 | ф  | Ренфілд                            | Renfield                       | Ренфілд                        |
| 2024 | мф | Ґарфілд у кіно                     | The Garfield Movie             | Джон Арбакл                    |
| 2024 | ф  | Порядок                            | The Order                      | Боб Метьюз                     |
| 2024 | ф  | Присяжний №2                       | Juror No. 2                    | Джастін Кемп                   |
| 2024 | ф  | Носферату                          | Nosferatu                      | Томас Хаттер                   |
| 2025 | ф  | Супермен                           | Superman                       | Лекс Лютор                     |
| 2026 | ф  | Як пограбувати банк                | How to Rob a Bank              |                                |

### Телебачення
| Рік       |    | Українська назва           | Оригінальна назва            | Роль                          |
| --------- | -- | -------------------------- | ---------------------------- | ----------------------------- |
| 1996      | с  |                            | Casualty                     | Крейг Морріссі                |
| 1997      | тф | М-р Уайт їде у Вестмінстер | Mr White Goes to Westminster | Джон                          |
| 1998      | с  | Мовчазний свідок           | Silent Witness               | Том Еванс                     |
| 1999      | с  | Таємниці Рут Ренделл       | The Ruth Rendell Mysteries   | Баррі                         |
| 2000      | с  |                            | The Bill                     | Г'ю Остін                     |
| 2001      | с  | Пробуджуючи мерців         | Waking the Dead              | Макс Брайсон                  |
| 2007      | тф | Спускаючись з гори         | Coming Down the Mountain     | Девід Філіпс                  |
| 2007—2008 | с  | Скінс                      | Skins                        | Тоні Стонем                   |
| 2012      | мс | Робоцип                    | Robot Chicken                | Гаррі Поттер, Капітан Америка |
| 2020—2021 | мс | Схрестивши мечі            | Crossing Swords              | Патрік                        |
| 2020—2023 | с  | Велика                     | The Great                    | Петро III                     |